# William Frédéric Edwards

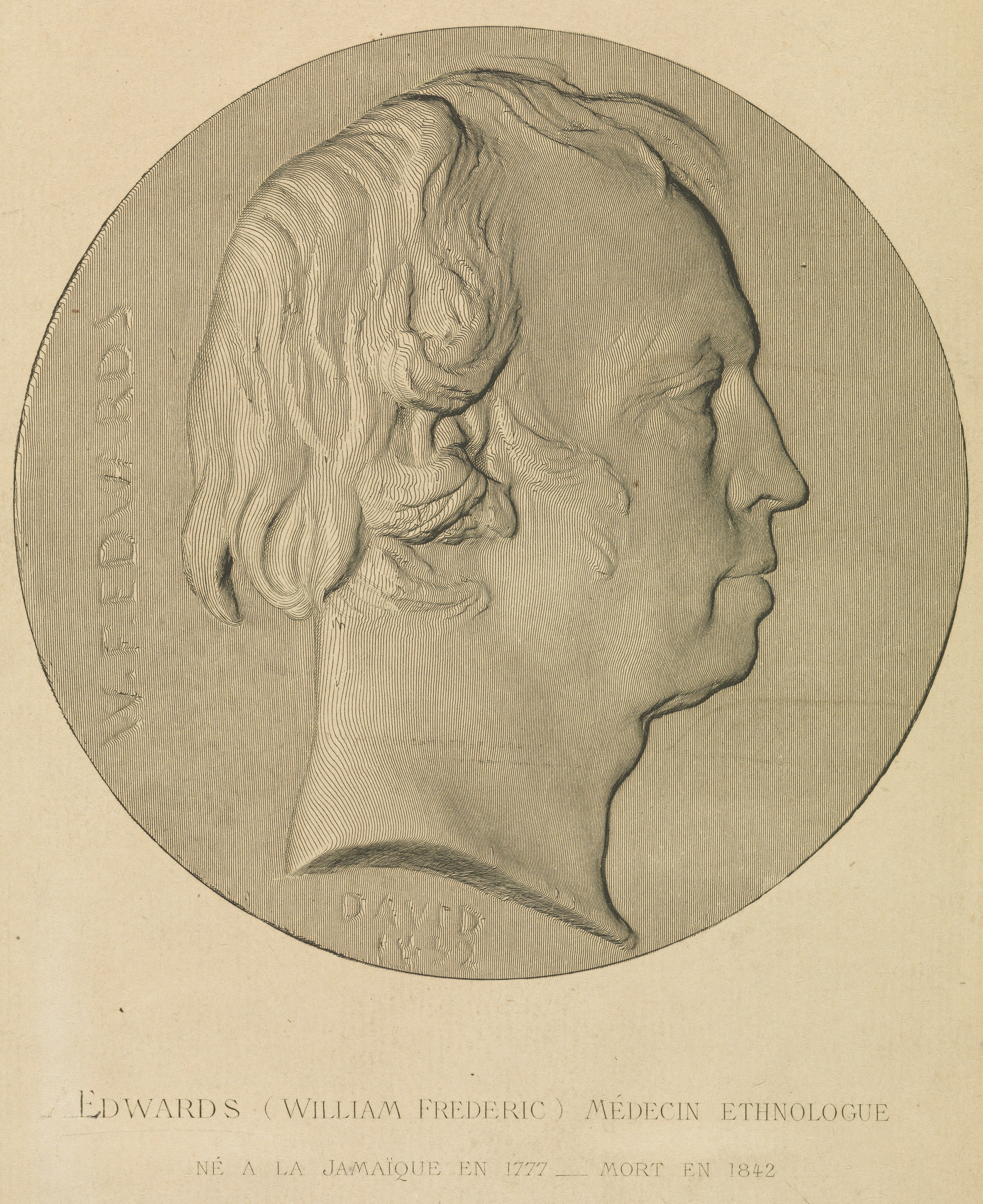
William Frédéric Edwards

William Frédéric Edwards (* 1777 auf Jamaika; † 23. Juli 1842 in Versailles) war ein französischer Physiologe, Botaniker und Ethnologe.

## Leben
Edwards war der Sohn eines wohlhabenden englischen Pflanzers auf Jamaika. Henri Milne Edwards war sein Halbbruder. Seine Familie zog nach Brügge, wo er seine medizinische Ausbildung absolvierte. In Paris studierte er unter dem Physiologen François Magendie.

## Wirken
In seinen späteren Publikationen beschäftigte er sich mit dem Thema der Entwicklung und dem moralischen Charakter der menschlichen „historischen Rassen“, dem Hauptthema der frühen Anthropologie.
Sein Buch De l’influence des agens physiques sur la vie (Über physische Einflüsse auf das Leben; Paris, 1824) gilt als ein Meilenstein in der Geschichte der Tierökologie: Der Autor beschäftigt sich mit dem Einfluss von Umweltfaktoren auf das tierische Leben; er berichtet von zahlreichen Experimenten über die Auswirkungen von Luft, Wasser, Temperatur, Licht und Elektrizität auf das organische Leben.
Er war Gründer der Société ethnologique de Paris im Jahr 1839, deren Ziel das Studium der

„organization of human races, their intellectual and moral character, their languages and historical traditions, so as to constitute upon these veritable bases the science of ethnology.“

„Organisation der menschlichen Rassen, ihres intellektuellen und moralischen Charakters, ihrer Sprachen und historischen Traditionen [war], um auf diesen wahren Grundlagen die Wissenschaft der Ethnologie zu begründen.“

Edwards wurde von dem französischen Historiker Amédée Thierry, dem Verfasser der Histoire des Gaulois (Geschichte der Gallier), beeinflusst. Seine Schrift Des caractères physiologiques des races humaines considérés dans leurs rapports avec l’histoire (Physiologische Merkmale der menschlichen Rassen in ihrer Beziehung zur Geschichte betrachtet) erfolgte in Form eines Briefes an Amédée Thierry und gilt als sein Hauptwerk. Edwards setzt sich mit der Theorie der „historischen Rassen“ auseinander, die Thierry 1828 in der Histoire des Gaulois aufgestellt hat; er versucht also, Beziehungen zwischen Physiologie und Geschichte herzustellen, indem er davon ausgeht, dass die wichtigsten körperlichen Merkmale eines Volkes durch die Jahrhunderte hindurch erhalten bleiben können. Diese Arbeit gilt als die Geburtsstunde der modernen Rassentheorien.
In dieser Arbeit argumentierte er mit den Argumenten von James Cowles Prichard über die Herkunft der menschlichen Rassen.
Im Gegensatz zu Prichard (dem Vertreter des Monogenismus) war Edwards – ein Befürworter des Polygenismus – der Ansicht, dass menschliche Rassen von verschiedenen Vorfahren kämen und nicht von äußeren Bedingungen (wie Klima oder Lebensgewohnheiten).
1839 erfolgte die Gründung der Société ethnologique de Paris mit einem breiten Programm. Die Gründung der Ethnologischen Gesellschaft in New York und der Ethnologischen Gesellschaft in London folgte innerhalb einiger Jahre. Als Paul Broca 1859 die Société d’anthropologie de Paris gründete, griff er auf die Definition zurück, die Edwards der Ethnologie gegeben hatte.
Er war mit den Schriftstellern Stendhal und Mérimée und vielen weiteren einflussreichen Persönlichkeiten seiner Zeit befreundet.
Ein weiterer persönlicher Kontakt unter den Schriftstellern war Jules Michelet. Edwards wurde sein Arzt und Michelet entnahm Ideen über die „Persistenz der Rassen“ von Edwards und Thierry.
Edwards wurde als der erste Anthropologe bezeichnet, der das Thema Rasse erörterte. Eines seiner Anliegen war die Rechtfertigung des französischen Nationalismus.
Er wurde der „Vater der Ethnologie in Frankreich“ genannt.

## Ehrungen
Am 26. Februar 1829 wurde Edwards als Mitglied („Fellow“) in die Royal Society gewählt. Edwards war assoziiertes Mitglied der Académie royale de médecine in Paris, korrespondierendes Mitglied der Königlichen Akademie zu Neapel.

## Schriften
- De l’influence des agents physiques sur la vie, Paris 1824 Digitalisat
- Lettre à Mr Amedée Thierry sur les caractères physiologiques des races humaines considérées dans leurs rapports avec l’histoire, Paris: Compère jeune 1829 Digitalisat

Des caractères physiologiques des races humaines considérés dans leurs rapports avec l'histoire ; Lettre à M. Amédée Thierry. Paris: Dondey-Dupré 1841 (Digitalisat)
- Mémoire de physiologie agricole sur la végétation des céréales sous de hautes températures. Versailles 1835 (Digitalisat) – mit Jean Jacques Colin.
- Recherches sur les langues celtiques, Paris: L’Imprimerie Royale 1844 Digitalisat
- Esquisse de l’état actuel de l’anthropologie ou de l’histoire naturelle de l’homme (ca. 1841); in: Mémoires de la société ethnologique de Paris, Bd. 1
- Fragments d’un mémoire sur les Gaëls o. J. (ca. 1845); in: Mémoires de la Société d’ethnologie de Paris, Bd. 2
- De l’Influence réciproque des races sur le caractère national o. J. (ca. 1845); in: Mémoires de la Société ethnologique de Paris, Bd. 2